# Severí (cònsol 482)
Severí (en llatí: Severinus iunior; fl. 482) va ser un polític romà del segle V.
Va ser cònsol el 482, escollit per la cort d'Odoacre; el seu col·lega a l'Orient era Trocundes. Una inscripció en un seient del Colosseu (CIL VI, 32206) podria correspondre-li.